# 리오나 매과이어
리오나 매과이어(영어: Leona Maguire, 1994년 11월 30일 ~ )는 아일랜드 출신의 아마추어 골프 선수이다. 같은 골프 선수인 리사 매과이어와는 쌍둥이이다.